# 休斯頓鎮區 (阿肯色州佩里縣)
休斯頓鎮區（英語：Houston Township）是位於美國阿肯色州佩里縣的一個行政鎮區。

## 地方資料
休斯頓鎮區的面積為85.27平方千米，當中陸地面積為82.58平方千米，而水域面積為2.69平方千米。根據2010年美國人口普查的數據，當地共有人口838人，而人口密度為每平方千米9.83人。